# Keiichi Arawi
Keiichi Arawi (jap. あらゐけいいち Arawi Keiichi; ur. 29 grudnia 1977 w prefekturze Gunma) – japoński mangaka, znany przede wszystkim z mangi Nichijō, która w 2011 roku została zaadaptowana na anime przez studio Kyoto Animation.

## Biografia
Keiichi Arawi urodził się 29 grudnia 1977 w prefekturze Gunma. W 2006 roku zadebiutował mangą Kazemachi, opublikowaną w miesięczniku „Gekkan Comic Flapper”. Jeszcze w tym samym roku rozpoczął serię Nichijō, która była wydawana w magazynie „Gekkan Shōnen Ace” do grudnia 2015, jednak w 2021 roku została wznowiona. W 2011 roku Nichijō znalazło się wśród 50 najlepiej sprzedających się mang w Japonii. W 2015 roku seria zajęła szóste miejsce w kategorii manga na rozdaniu nagród Sugoi Japan Award. W 2013 roku Arawi opublikował w czasopiśmie „Newtype” mangę zatytułowaną Tengoku.
Po zakończeniu Nichijō, Arawi rozpoczął pracę na serią City, która ukazywała się w magazynie „Morning” od września 2016 do lutego 2021. W 2019 roku manga City została uznana przez Roba McMonigala za najlepszą kontynuowaną serię dla starszego czytelnika podczas San Diego Comic-Con. W 2020 roku Arawi zaczął publikować na swoim kanale YouTube krótkie animacje, w których sam podkłada wszystkie głosy.

## Twórczość
- Kazemachi (jap. カゼマチ) (2006)[2]
- Nichijō (jap. 日常) (od 2006)[2]
- Shiawase no kakudo (jap. 幸せの角度) (2010)[13]
- Helvetica Standard (od 2011)
- Tengoku (jap. 天国) (2013)[8]
- City (2016–2021)[10]
- Amemiya-san (jap. 雨宮さん) (od 2021)[14]